# Universidad de Gotinga
}}
La Universidad de Gotinga (Georg-August-Universität Göttingen, o Georgia Augusta) fue fundada en el año 1734 por Jorge II, príncipe elector de Hanóver y rey de Gran Bretaña. Abrió sus puertas a los estudiantes en 1737. Pronto consiguió un puesto destacado en el mundo de las ciencias. Ya en 1823 contaba con 1.547estudiantes. Empezó con cuatro facultades (Teología, Medicina, Derecho y Literatura) y pronto se convirtió en una de las universidades más visitadas de Europa [cita requerida].

## Situación
La universidad tiene 13 facultades y una matrícula de 24 000 estudiantes. Trabajan 2500 profesores y otros universitarios, asistidos por cerca de otros 8000 técnicos que trabajan en la administración. En la postguerra, su expansión condujo al establecimiento de un nuevo barrio "universitario" al norte de la ciudad, situado en Weende. La arquitectura de la vieja universidad se puede ver en el Auditorium Maximum (1826/1865) o el aula grande (1835/1837) en la Wilhelmsplatz.
La biblioteca de la universidad (Niedersächsische Staats und Universitätsbibliothek Göttingen, SUB Göttingen) posee 8 millones de unidades. La Academia de Ciencias, llamada en su origen "Sociedad Real por las Ciencias", y cuatro institutos de investigación de la Sociedad Max Planck para la promoción de las ciencias colaboran con la universidad.
La reputación internacional de la universidad se basa en muchos profesores eminentes que se honra con estatuas y placas conmemorativas distribuidas por toda la ciudad. Por ejemplo, en el siglo XIX, Carl Friedrich Gauss y los Hermanos Grimm enseñaban aquí. Más recientemente 45 laureados del premio Nobel estudiaron o enseñaron en Gotinga, y muchos estudiantes jugaron un papel importante en la historia - como Otto von Bismarck que estudió en Gotinga y vivió en una pequeña casa en la muralla. La casa se conoce hoy como Bismarckhäuschen. Igualmente, el activista y pionero del movimiento LGBT, Karl Heinrich Ulrichs, realizó sus estudios en la universidad. 
Recientemente el gobierno alemán ha otorgado a la Universidad de Göttingen el título de universidad de excelencia, título que comparte con 8 universidades alemanas más, hecho que asegura importantes inversiones y el prestigio nacional e internacional de este centro universitario.

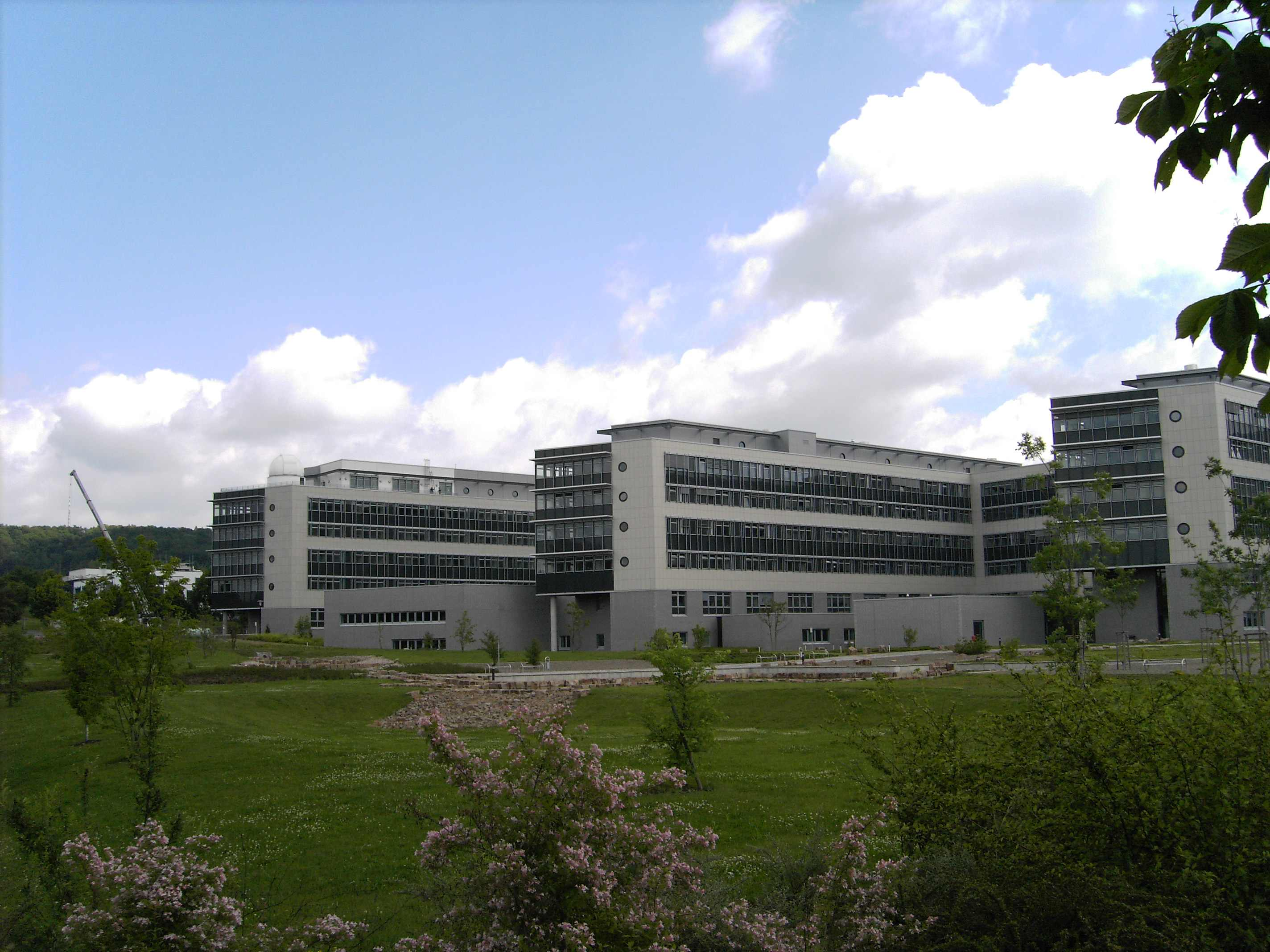
Facultad de Ciencias naturales, Nordbereich.

El campus de la universidad se distribuye entre varios sitios dentro y fuera la ciudad: El complejo central de la universidad con la biblioteca y el comedor central, además de las facultades de Derecho, Económicas, Teología y Lingüística se halla justo al norte del centro antiguo. Muy cerca se encuentran las facultades de Psicología, Etnología y Pedagogía. En el límite de la ciudad se halla el campus septentrional (Nordbereich) con las facultades de Ciencias naturales (Química, Microbiología, Fitopatología, Agronomía, Forestales, Geología y Física). Otros institutos se hallan dentro del centro antiguo. La universidad dispone de ocho cantinas y seis comedores que sirven comidas de precios económicos para los estudiantes. En el comedor del Wilhelmsplatz (Comedor Viejo) se ofrecía también cena hasta que fue cerrado en 2009.

## Historia

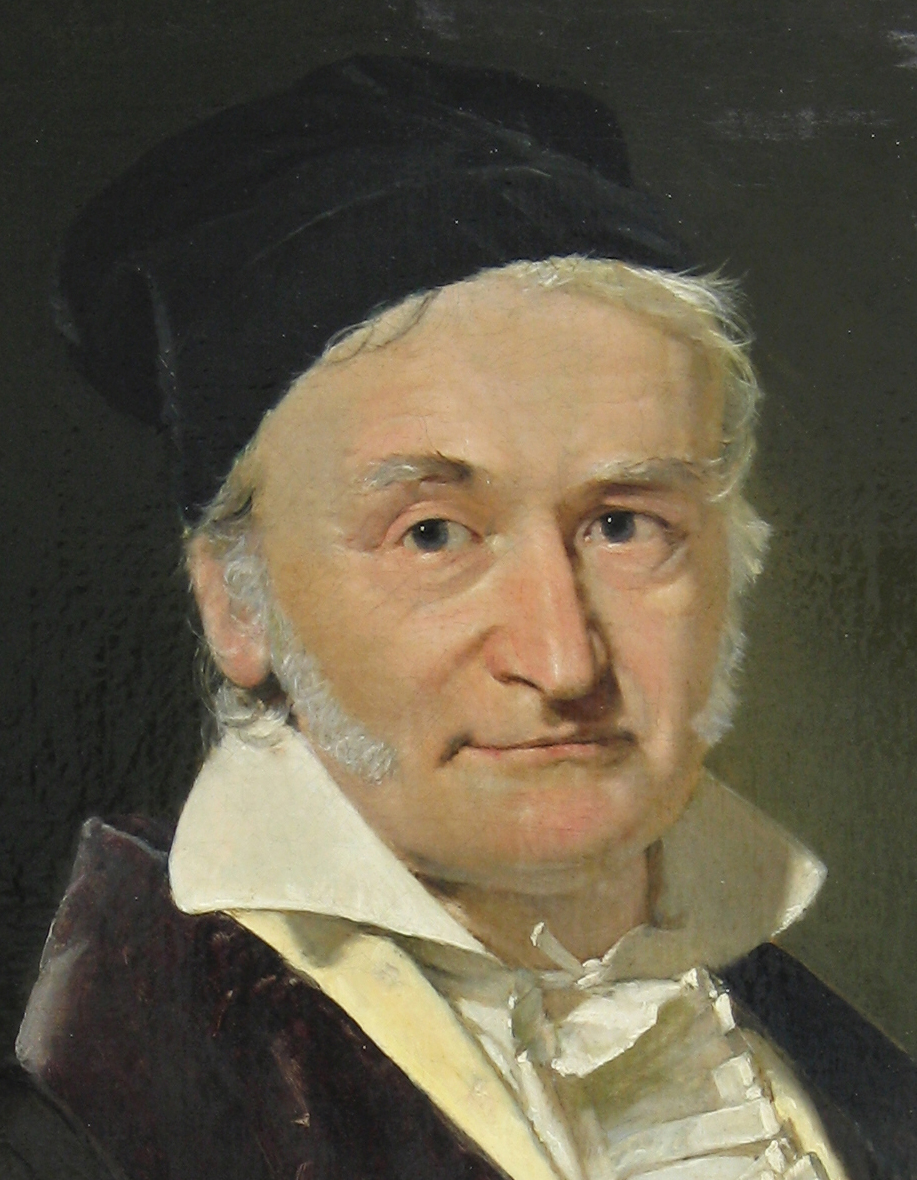
Carl Friedrich Gauss, profesor en Gotinga.

En 1734 el gobierno de Hannóver bajo Georg August, Elector de Hannover, Duque de Brunswick-Luneburgo, junto con Jorge II, rey de Inglaterra, decidió trasladar la sede de la nueva universidad del principado de Hannover a Gotinga. Para poder fundar una nueva universidad se necesitaba un privilegio del emperador, lo que se obtuvo de Carlos VI el 13 de enero de 1733. La primera asignatura se impartió el 14 de octubre de 1734, en un viejo granero. El profesor fue Samuel Christian Hollmann, hoy en día olvidado. En el primer semestre se matricularon en Gotinga 147 estudiantes. Primer curador de la universidad fue el ministro y consejero secreto Gerlach Adolph von Münchhausen (1688-1770), un primo del famoso Barón de Münchhausen.

La biblioteca universitaria se inició al mismo tiempo que la universidad. Por la importancia y cantidad de material pronto se convirtió en una de las más importantes de Alemania y prototipo de una biblioteca moderna. Se ordenaron los libros con un nuevo sistema de catalogación. Desde 1763 hasta 1812 la biblioteca estaba bajo la supervisión de Christian Gottlob Heyne, que era al mismo tiempo profesor de filología clásica. 
En 1738 se construyó el Theatrum Anatomicum, en 1739 el jardín botánico y en 1751 el primero observatorio abrió sus puertas. Todavía se puede visitar la cárcel histórica en el Aula del Wilhelmsplatz, donde se encarcelaba a estudiantes que habían violado las normas de la universidad. La universidad tenía jurisdicción exclusiva sobre los estudiantes. 
En 1770 se nombró profesor de física, matemática y astronomía a Georg Christoph Lichtenberg que ha contribuido a descubrimientos que tienen validez hasta ahora. Se le considera un erudito universal que ni siquiera dejó obras relacionadas con las ciencias naturales sino filosóficas y satíricas, particularmente en su noticias (Sudelbücher). Fue el primer profesor alemán de física experimental. Su asignatura historia de la física experimental en sus elementos básicos se puede visitar también hoy en la universidad. Entonces en parte se utiliza objetos históricos. 
Pronto después de su constitución la universidad desarrolló un sistema bibliotecario muy avanzado. La conexión con Inglaterra por la unión personal de sus soberanos atrajo muchos académicos ingleses y americanos. El matemático Carl Friedrich Gauss, fue profesor, e hizo allí descubrimientos importantes. 

### La primera purga (1837)

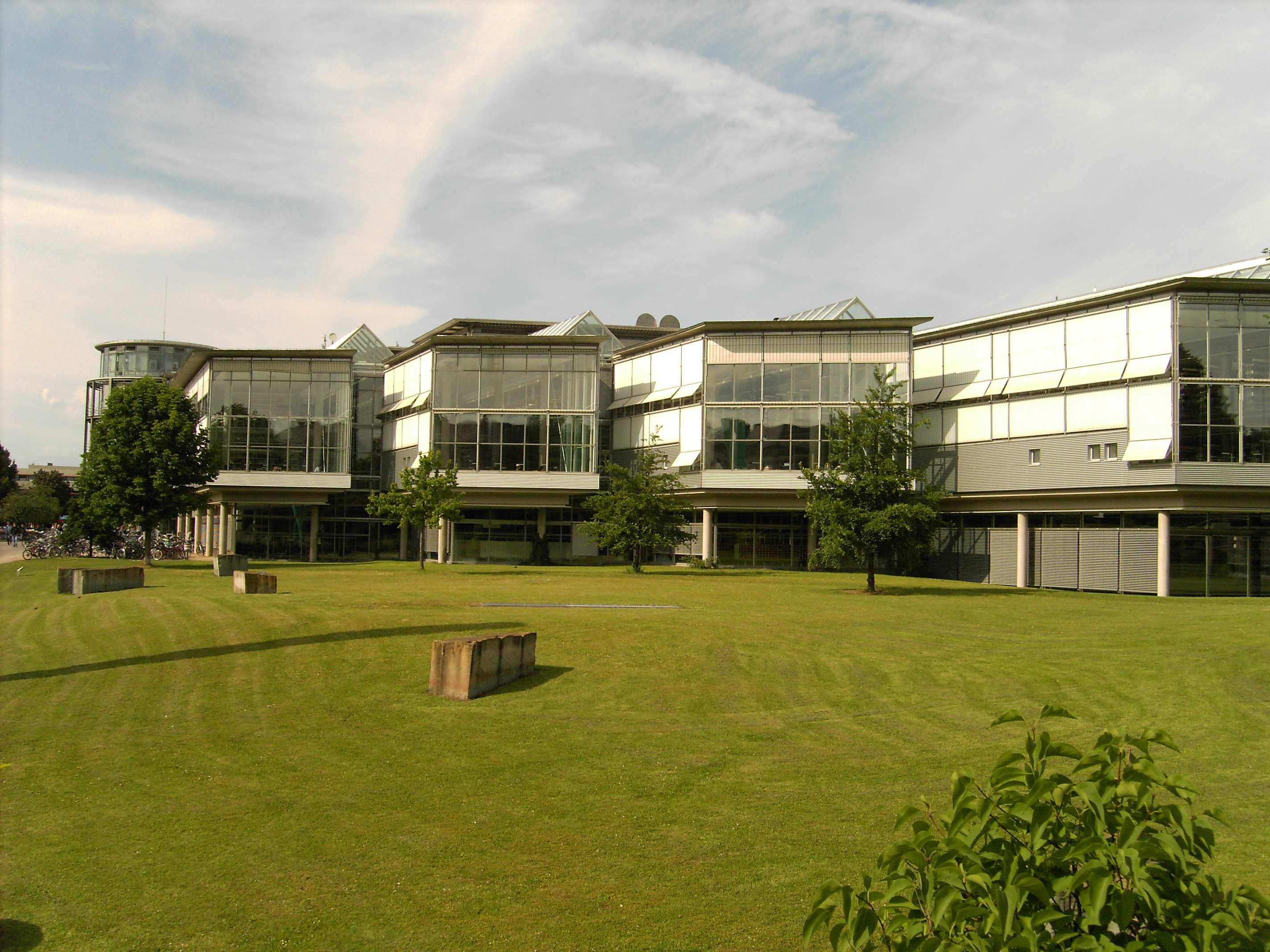
Biblioteca Central, SUB Göttingen, Campus.

Había movimientos políticos entre los profesores y estudiantes cuando el nuevo rey de Hannover Ernesto Augusto I suspendió en 1837 la reciente constitución liberal de Hannover de 1833. Estas perturbaciones condujeron a la expulsión de siete profesores prominentes de la universidad. Estos profesores se conocen hoy en día como los Siete de Göttingen. Eran Wilhelm Eduard Albrecht, Friedrich Christoph Dahlmann, Heinrich Ewald, Jacob Grimm, Wilhelm Grimm, Georg Gottfried Gervinus y Wilhelm Eduard Weber. Algunos de ellos tuvieron que emigrar del reino de Hannover. Fueron acogidos naturalmente con los brazos abiertos por otras universidades alemanas, felices de poder tener tan famosos profesores. Fue un golpe tremendo para la reputación de la universidad de Göttingen que tardó décadas en olvidar. Los niveles de asistencia de estudiantes bajaron considerablemente en los años siguientes.
En 1866 Prusia incluyó el reino de Hannover en su estado después una guerra. Los prusianos fomentaban la universidad, y se pudo establecer como una de las universidades más importantes de las ciencias matemática y física. El nombramiento como rector del matemático Felix Klein en 1886 fue fundamental para este ascenso. Demostró gran habilidad para obtener fondos y en el nombramiento de nuevos profesores, en gran parte gracias a sus buenas relaciones con el consejero ministerial prusiano Friedrich Althoff. También fomentó la cooperación entre las ciencias físicas, matemáticas y técnicas. Este modus operandi es representativo del espíritu en esa época. El resultado fueron los muchos premios Nobel que ganaron profesores y estudiantes en la primera mitad del siglo XX.
En 1895 Klein consiguió el nombramiento del ya entonces muy famoso David Hilbert, que no obstante ser reclamado por otras universidades prefirió Gotinga. En 1904 se estableció la primera cátedra de matemática aplicada, con el cátedratico Carl Runge.
En 1904 Ludwig Prandtl entró en la universidad, y bajo su supervisión, durante las dos décadas siguientes, su Instituto de mecánica de fluidos y aerodinámica se convirtió en uno de los líderes en su campo. Muchos de los estudiantes de Prandtl consiguieron hacer contribuciones fundamentales en ese campo, y sus nombres se leen como una guía de esa ciencia. En 1924 Werner Heisenberg vino como asistente a la universidad, y junto con Max Born y Pascual Jordan desarrolló la mecánica cuántica. La universidad ya sufría los efectos de la crisis económica global cuando un otro mal amenazó una obra de décadas.

### La segunda purga (1933)
En los años treinta la universidad fue objetivo de los nacionalsocialistas en su persecución de la "física judía", representada por las obras de Albert Einstein y Niels Bohr (ambos judíos). Estos acontecimientos se conocieron más tarde como la gran purga de 1933. Profesores como Max Born, Victor Goldschmidt, James Franck, Eugene Wigner, Leó Szilárd, Edward Teller y John von Neumann fueron expulsados o huyeron. La línea de grandeza en las ciencias naturales, que había continuado desde los tiempos de Gauss y Bernhard Riemann, fue interrumpida. 
El importante matemático David Hilbert quedó en la universidad; sin embargo, al tiempo de su muerte en 1943, los nazis prácticamente habían roto el alma de la universidad, expulsando muchos de la primera fila, que eran judíos o casados con judíos. Hoy en día el departamento de matemáticas es respetado otra vez, pero no es tan importante en un contexto global como lo era antes.